# Gazanfer Bilge
Gazanfer Bilge (né le 23 juillet 1924 à Karamürsel et mort le 20 avril 2008 à Istanbul) est un lutteur libre turc.
Il est médaillé d'or des moins de 62 kg aux Championnats d'Europe de lutte 1946. Dans la même catégorie, il remporte la médaille d'or lors des Jeux olympiques de 1948. 